# سرخکلا تپه
سرخکلا تپه، روستایی از توابع بخش زیراب شهرستان سوادکوه در استان مازندران ایران است.

## جمعیت
این روستا در دهستان سرخ‌کلا قرار دارد و براساس سرشماری مرکز آمار ایران در سال ۱۳۹۵، جمعیت آن ۹۵نفر (۳۵خانوار) بوده‌است.